# Santuario de Nuestra Señora de las Virtudes
El santuario de Nuestra Señora de las Virtudes, también llamado monasterio de las Virtudes está situado en la pedanía de Las Virtudes, en el término municipal de Villena (Alicante, España). Se encuentra en un paraje natural junto a una antigua laguna, actualmente desecada, y a unos 5 km de la ciudad, en las cercanías de la Fuente del Chopo.

## Historia
Parece ser que el origen fue una ermita de fines del siglo XIV, de la que hoy quedan restos en la cripta. Según la tradición, en 1474 los vecinos de Villena huyeron a la Fuente del Chopo durante una epidemia de peste y allí proclamaron a la Virgen de las Virtudes como nueva patrona y «abogada contra la peste». La leyenda cuenta lo siguiente: 

En 1474 llegó una asoladora peste sobre la villa y gran parte de la población huyó a la Fuente del Chopo, donde levantaron barracas para cobijarse. Como continuaban los estragos de la peste, decidieron elegir un patrón o patrona para confiar en su intercesión. Para ello depositaron en un cántaro los nombres de santos y santas que cada uno prefería y eligieron a un niño para que sacase uno de los nombres. El elegido fue el de Virgen de las Virtudes, que nadie había escrito. Se repitió dos veces más y volvió a salir este nombre, con lo que se dieron cuenta de que la Virgen quería que la veneraran bajo esa advocación. Así pues, encargaron a dos villenenses que partieran a diversos pueblos y ciudades a fin de adquirir una imagen de la patrona. Apenas se habían alejado unos metros cuando vieron a dos jóvenes con un arca que contenía la imagen de la Virgen. Se la entregaron y, antes de poder mediar palabra, desaparecieron. Desde entonces, se levantó un santuario y se hicieron dos votos a la Virgen, que se cumplen cada año en marzo y en septiembre.

Sin embargo, no hay constancia histórica de que esta fecha sea la correcta, ya que la primera noticia que se tiene de dicha ermita es en una orden de los Reyes Católicos datada el 30 de julio de 1490 en la que se cuenta que los vecinos huyeron de nuevo allí a causa de otra epidemia de peste. Por tanto, hay que buscar una epidemia de peste que ocurriera cerca de 1474 y antes de 1490, y hay constancia de que ocurriera una en 1476, coincidiendo con la sublevación contra el marqués de Villena. Así se explica que se eligiera una nueva patrona en sustitución de la antigua, la Virgen de las Nieves, ligada a los odiados marqueses de Villena. Todo esto queda documentado de forma muy clara de una Carta del emperador Carlos V, fechada el 21 de mayo de 1551: 

"Sepades que ell liçenciado Martín de Medina, en nombre del Conçejo, justiçia e velación diziendo que la çibdad de Villena nos hizo rrelaçión diziendo que avrá más de sesenta años poco más o menos que por aver avido en la dicha çiudad gran pestelençia se salieron todos o los más vezinos della a vn término que dizen la Fuente el Chopo, en donde por devoçión hizieron e fundaron vna casa y monesterio de que diz que es patrón de la dicha çiudad, en la qual dicha casa de Nuestra Señora de las Virtudes se an hecho munchos milagros y acuden a ella en rromeria de munchas partes y espeçialmente de las comarcas dell rreyno de Balençia,y que en cada vn año la dicha çiudad con la clerezía van en proçesión a ella dos vezes, la vna el día de Nuestra Señora de Março y la otra el día de Nuestra Señora de Setiembre, en donde se haze muy solemne fiesta y proçesión y para ello se traen menestriles, y por que la dicha casa está en vna legua de la dicha çiudad, da de comer el conçejo a los clérigos y menestriles, y les pagan, y ansy sy el dicho gasto no se hiziese no se haría procesiones y se perdería la devoción de la dicha casa[...]".

Posteriormente fue ocupado por los monjes agustinos, si bien el monasterio era de propiedad municipal. La imagen que ofrece hoy el santuario data del siglo XVI (1581, según la fecha inscrita en una clave de la iglesia).

## Características
Se accede al conjunto desde el lado este donde se encuentra la portada renacentista. Esta se divide en dos cuerpos; el inferior con un arco de medio punto entre columnas compuestas sobre un basamento. Un friso decorado con elementos figurativos y antropomorfos da paso al cuerpo superior, que tiene en la parte central una hornacina avenerada donde se encuentra la imagen de la virgen de las Virtudes. Está realizada en piedra con decoración en bajorrelieves de guirnaldas y medallones con figuras, característico del estilo renacentista.
El acceso conduce al patio rectangular de dos pisos. La parte baja se ordena mediante arcos carpaneles realizados en ladrillo. El piso superior presenta ventanas balconeras. Las galerías del claustro se cubren con revoltones y vigas de madera cara vista.
La iglesia consta de una nave principal y dos laterales de menor tamaño. Está dividida en tres tramos, con un camarín a la derecha del altar y coro alto a los pies. El acceso se realiza por el claustro al segundo tramo del lado de la Epístola (el de la derecha). Arcos apuntados separan los tramos cubiertos con bóvedas de crucería que apoyan en ménsulas recayentes en pilares cuadrangulares. Al lado del altar se encuentra el camarín de la Virgen, de estilo barroco, realizado en el siglo XVII y de planta cuadrada; está decorado a base de estucos y pinturas que cubren todo el espacio. Las pinturas son del siglo XVIII. 
Al exterior se advierten los contrafuertes de la iglesia, el campanario de reducidas dimensiones y la pequeña cúpula del camarín. A la entrada de la Ermita se recogen en azulejos la historia y milagros obrados por La Virgen de las Virtudes. En la explanada de acceso se encuentra situada la fuente con la escultura de La Rana, que data de 1916.

## Protección
El santuario fue declarado Bien de Interés Cultural en 2007 por la Consejería de Cultura y Deportes de la Generalidad Valenciana..

## Nota
1. ↑  Esta es una versión abreviada; una de las más completas la incluye el médico Francisco Cerdán en el prólogo de su Disertación physico-médica de las virtudes medicinales, uso y abuso de las aguas thermales de la villa de Archena, Reyno de Murcia, comunicada a la Real Sociedad Médica de Nuestra Señora de la Esperanza de la Corte y Villa de Madrid (1760).